# Kolvānaq
Kolvānaq (persiska: کلوانق) är en ort i Iran.   Den ligger i provinsen Östazarbaijan, i den nordvästra delen av landet, 500 km nordväst om huvudstaden Teheran. Kolvānaq ligger 1 559 meter över havet och antalet invånare är 6 344.
Terrängen runt Kolvānaq är en högslätt.Runt Kolvānaq är det ganska glesbefolkat, med 35 invånare per kvadratkilometer. Närmaste större samhälle är Herīs, 19,8 km nordost om Kolvānaq. Trakten runt Kolvānaq består i huvudsak av gräsmarker.